# Jan T. Gross
Jan Tomasz Gross (* 1. srpna 1947 Varšava) je polsko-americký sociolog a historik, profesor historie na Princetonské univerzitě. Je známý především díly o polské historii, zaměřující se na vztahy mezi Židy a Poláky během druhé světové války.
Dne 6. listopadu 1996 byl Grossovi a jeho ženě Ireně Grudzinské-Grossové udělen Řád za zásluhy Polské Republiky prezidentem Aleksandrem Kwaśniewskim. 14. ledna 2016 polský prezident Andrzej Duda zažádal o odebrání tohoto řádu Grossovi kvůli jeho knize Neighbors: The Destruction of the Jewish Community in Jedwabne, v níž popisuje masakr v městečku Jedwabne, kde Poláci zavraždili Židy. Prezident to odůvodnil „pokusem zničit dobré jméno Polska“. Na stranu Grosse se přidal Timothy Snyder, americký historik zkoumající evropské genocidy s tím, že pokud bude Grossovi odebráno jeho ocenění, vzdá se svého.

## Život

### Dětství
Narodil se ve Varšavě 1. srpna roku 1947 Zygmuntovi Grossovi a Hanně Szumańské. Jeho otec byl advokát a socialistický aktivista. Matka za války působila jako spolupracovnice Zemské armády a po roce 1945 se stala literární překladatelkou. Hanna za svůj život zachránila nemalý počet pronásledovaných židů.
V prvním ročníku střední školy založil školní klub Club of the Contradiction Seekers, kde se seznámil s o rok starším žákem Adamem Michnikem. Klub napadal systém Polské lidové republiky a šest let po založení byl zakázán.
V roce 1965 nastoupil na Varšavskou univerzitu, kde po jednom roku studování fyziky přešel k sociologii. Gross zde navštěvoval i mimoškolní diskuzní skupiny, vedeny disidenty mezi zdejšími profesory. Někteří členové těchto skupin se později stali vůdci studentských protestů a aktivistů.
Jedna z těchto skupin do které Gross patřil byla skupina commandos. Tento politicky rušivý protipól tehdejších mládežnických skupin stál za hromadné manifestace a nenásilné protesty v roce 1968 proti cenzuře. Grossova účast na těchto akcí, vedla k jeho vyloučení z Varšavské univerzity a byl na 5 měsíců uvězněn.
V roce 1969 Gross a jeho rodina emigrovali do Spojených států amerických, aby zde unikli před antisemitskou perzekucí.

### Kariéra
V roce 1975 vystudoval Yaleovu univerzitu s titulem Ph.D. Zde na univerzitě poté pracoval i jako pomocný profesor v Sociálních a Sovětských studiích až do roku 1984.
Mezi lety 1984–1992 působil jako profesor společenských věd na Emoryho univerzitě v Atlantě.
V období 1992–2003 vyučoval na Newyorské univerzitě Politické a Evropské studie. Profesora příležitostně také dělal jako navštěvující profesor na prestižních Amerických univerzitách, tj. Harvard, Stanford, Berkeley, Columbia. Též v zahraničí v Paříži, Vídni, Krakově a Tel Avivu v Izraeli.